# Culicoides peregrinus
Culicoides peregrinus är en tvåvingeart som beskrevs av Jean-Jacques Kieffer 1910. Culicoides peregrinus ingår i släktet Culicoides och familjen svidknott. Inga underarter finns listade i Catalogue of Life.